# Festring München

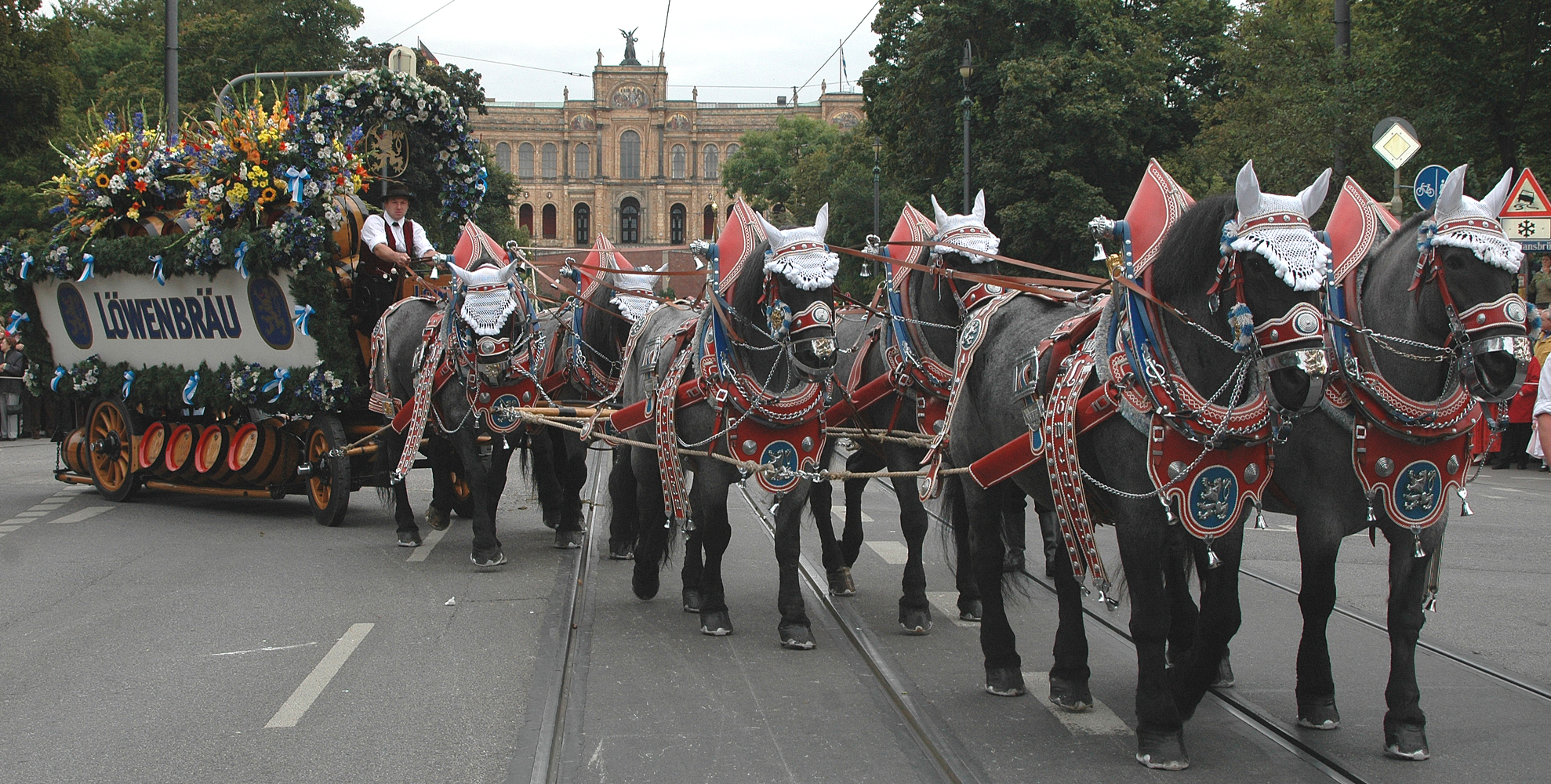
Einzug der Wiesnwirte (hier: Wirt des „Schützenzeltes“ (Löwenbräu) Wiggerl Hagn)

Der Festring München e.V. (vor 2001: Verkehrsverein Festring München e.V.) ist ein 1938 gegründeter Brauchtumsverein mit Sitz in München.
Vereinszweck sind Wallfahrten und vor allem Brauchtumsveranstaltungen, besonders mit Bezug zum Oktoberfest:
- Bestimmung einer jungen ledigen Frau, die als Münchner Kindl den Trachtenzug vor der Wiesn anführt und die Stadt als Botschafterin repräsentiert.
- der Einzug der Festwirte und Brauereien (Einzug der Wiesnwirte des Münchner Oktoberfestes)[2] mit jährlich über 10.000 Zuschauern und regelmäßiger Liveübertragung durch das BR Fernsehen. Der Verein stellt hierfür seit dem Gründungsjahr das sogenannte Münchner Kindl[3] (eine Frau, die das Original darstellen soll; gemäß Historizität handelte es sich jedoch um einen Mönch, also einen Mann), das Münchner Kindl reitet im Damensitz zu Pferde am Anfang des Zuges eingereiht.[4]
- Trachten- und Schützenzug[5] anlässlich des Münchner Oktoberfestes; dieser findet am Folgetag statt und beginnt ab dem Max-II-Denkmal, die Dauer dieses Festzuges beträgt etwa zwei Stunden.[6] Es werden die Prachtgespanne der großen Münchner Brauereien, Trachten- und Musikgruppen sowie Sport- und Gebirgsschützen präsentiert.

Beide Großveranstaltungen werden alleinverantwortlich vom Verein organisiert und durchgeführt.
Vorsitzender ist seit 2001 Karl-Heinz Knoll. Der Verein wird von der Stadtverwaltung München finanziell gefördert.